# 다비트 크레이치
다비트 크레이치(체코어: David Krejčí, 1986년 4월 28일~)는 체코의 아이스하키 선수로 포지션은 센터이다. 현재 체코 엑스트랄리가의 HC 올로모우츠에서 활동하고 있으며, 2006년부터 2021년까지 내셔널 하키 리그(NHL)의 보스턴 브루인스에서 활약했다.